# Ana-Maria Bell
Ana-Maria Bell (née Deveselu) est une violoniste, chanteuse franco-roumaine et compositrice.

## Biographie
Née dans une famille de musiciens, une mère violoniste et un père chanteur, Ana-Maria Bell étudie le violon avec sa mère et par la suite auprès de grands violonistes comme Ștefan Gheorghiu et Ivry Gitlis, à Bucarest, Paris et au Conservatoire d'Amsterdam où elle accomplit un cycle de perfectionnement de soliste. Elle se produit en récital dès l'âge de 13 ans à l'Athénée roumain de Bucarest.
À Paris, elle poursuit son activité de musique classique et pratique également les musiques improvisées et le chant. Elle joue et chante la musique klezmer et des Balkans qu'on retrouve sur le disque Chants Juifs enregistré en 2004.
Elle improvise et compose la musique d'une émission de France Culture Jours d'été à Lavaur qui obtient pour l'œuvre sonore le Grand Prix de Radio Scam,.
L'album Retour aux Sources, consacré au répertoire d'Europe Centrale sorti en 2007 est remarqué par divers radios et médias. Elle crée Le violon des Carpates, formation avec laquelle elle chante et joue la musique d'Europe Centrale et des Balkans,. Elle s'est produite dans ce répertoire au Cadre Noir de Saumur, dans le spectacle Les Musicales.
En 2009, son album consacré à des chansons de patrimoine Allons faire un tour à la Banque est retenu pour la séquence Tocade de l'émission de Philippe Meyer sur France Inter La prochaine fois je vous le chanterai. En 2013, elle sort un EP Joue avec moi avec ses propres chansons. Elle chante dans différents lieux, à l'Auditorium du Petit Palais, à la Schirn Kunsthalle de Francfort, en première partie de Dany Brillant…
Ana-Maria Bell joue le répertoire de musique de chambre en duo, trio et quatuor avec le Trio Arthemus,, le pianiste Jay Gottlieb, la pianiste Marie-Josèphe Jude...
En 2019, elle crée autour de ses chansons le spectacle musical « Scènes de la vie de Bohème », adapté du roman d’Henry Murger. Le spectacle est diffusé sur France 3 en 2021, Ana-Maria Bell en est également réalisatrice.

## Discographie
- 2004 : Chants juifs, présence sur 8 titres de l’album édité par Wagram
- 2007 : Retour aux Sources, duos violon-violoncelle inspirés par le folklore d’Europe Centrale avec Dorel Fodoreanu (Arthemus Records AR101-HORT533) (OCLC 800769561 )
- 2009 : Allons faire un tour à la banque, chansons populaires du temps de Gustave Courbet  (Arthemus Records AR102-HORT543)
- 2013 : Joue avec moi, EP 4 titres